# Balingen
Balingen is een plaats in de Duitse deelstaat Baden-Württemberg. Het is de Kreisstadt van het Zollernalbkreis. De stad telt 34.505 inwoners.

## Geografie
Balingen heeft een oppervlakte van 90,34 km² en ligt in het zuidwesten van Duitsland.

## Geboren
- Kathrin Lang (Kathrin Lang), biatlete
- Pascal Bodmer (4 januari 1991), schansspringer

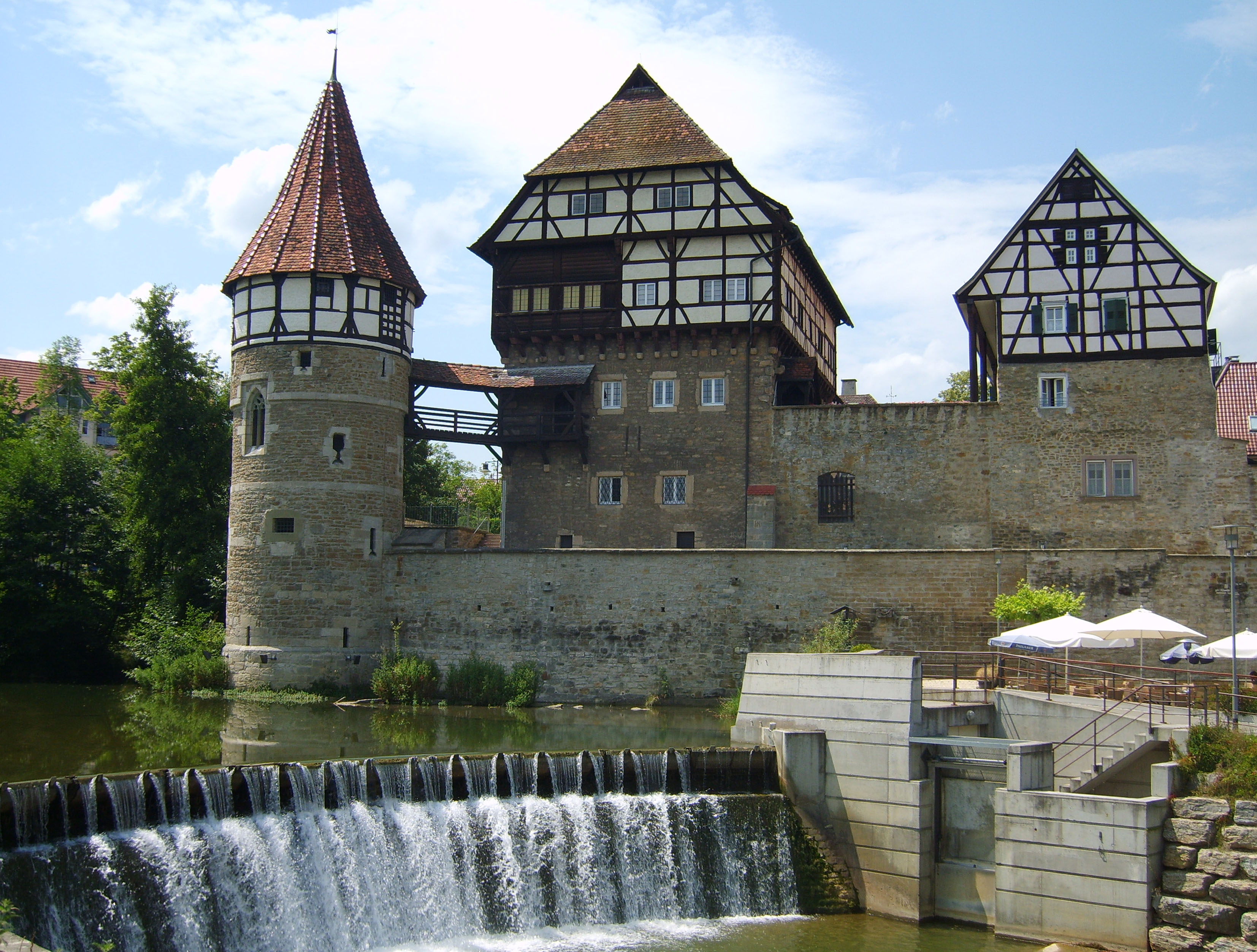
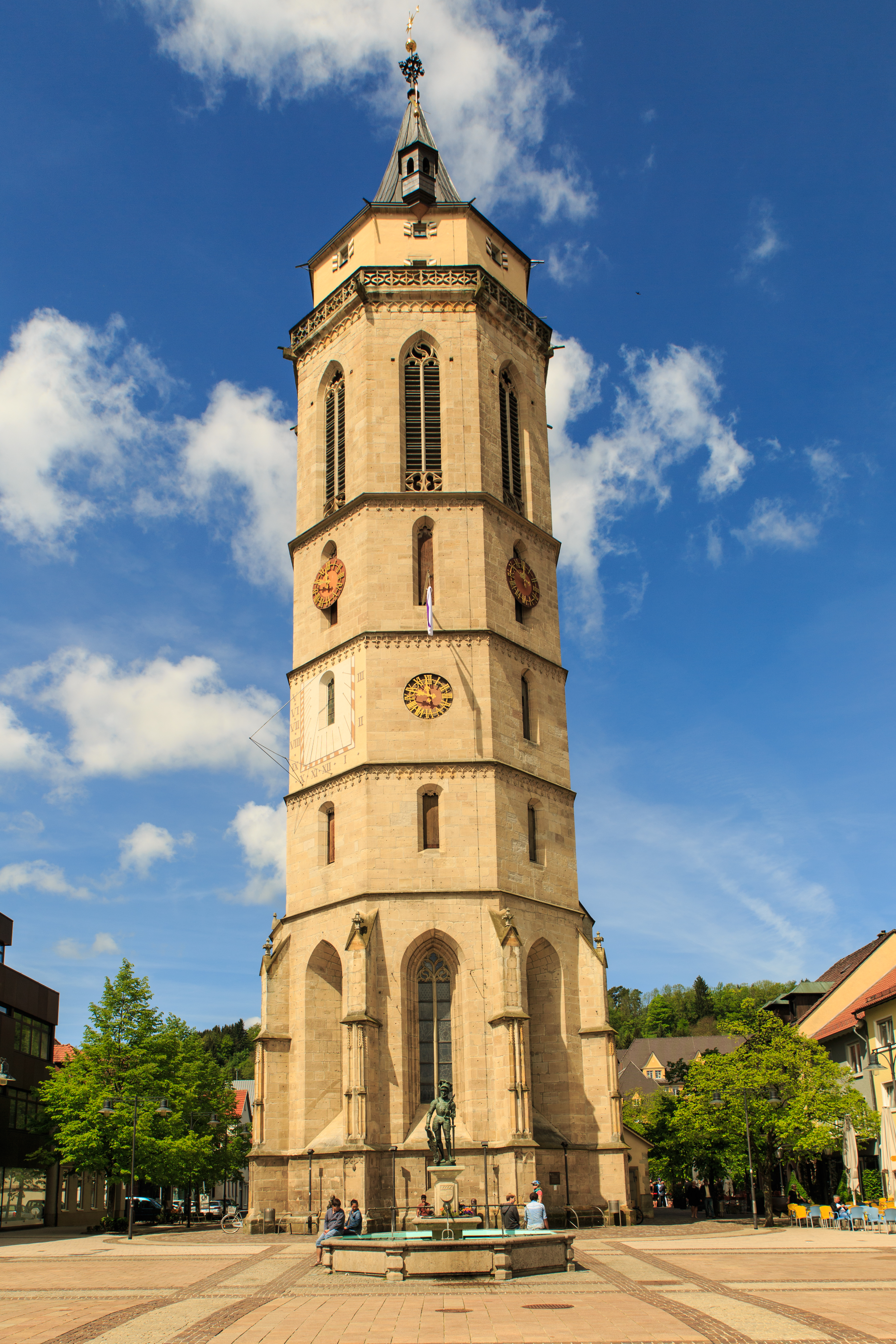
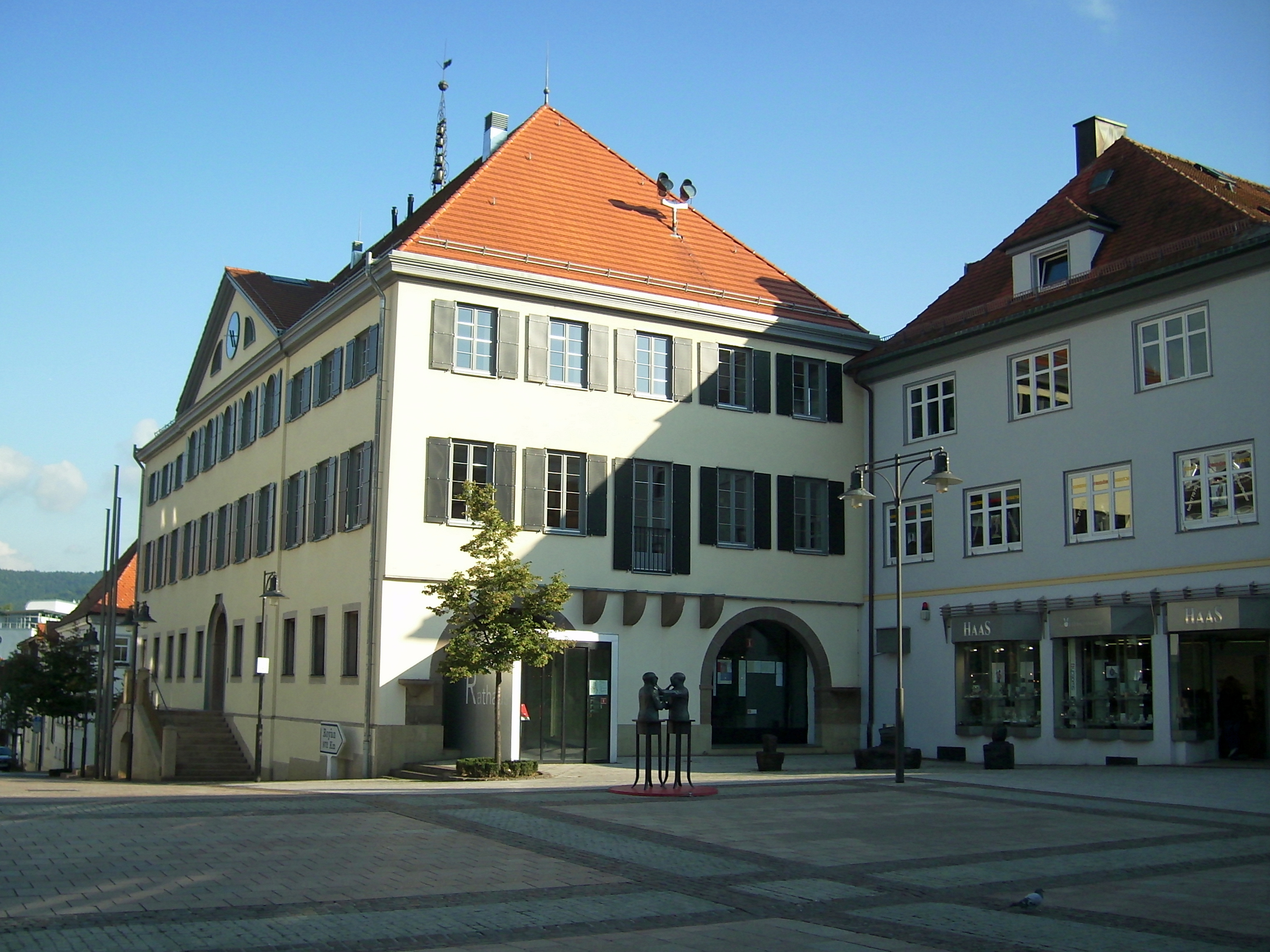
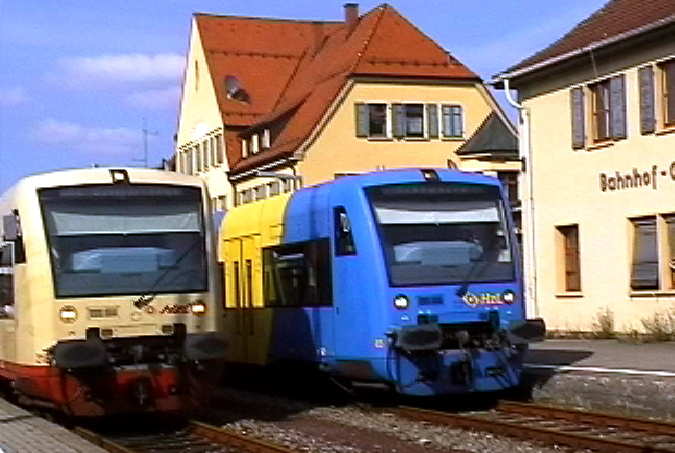
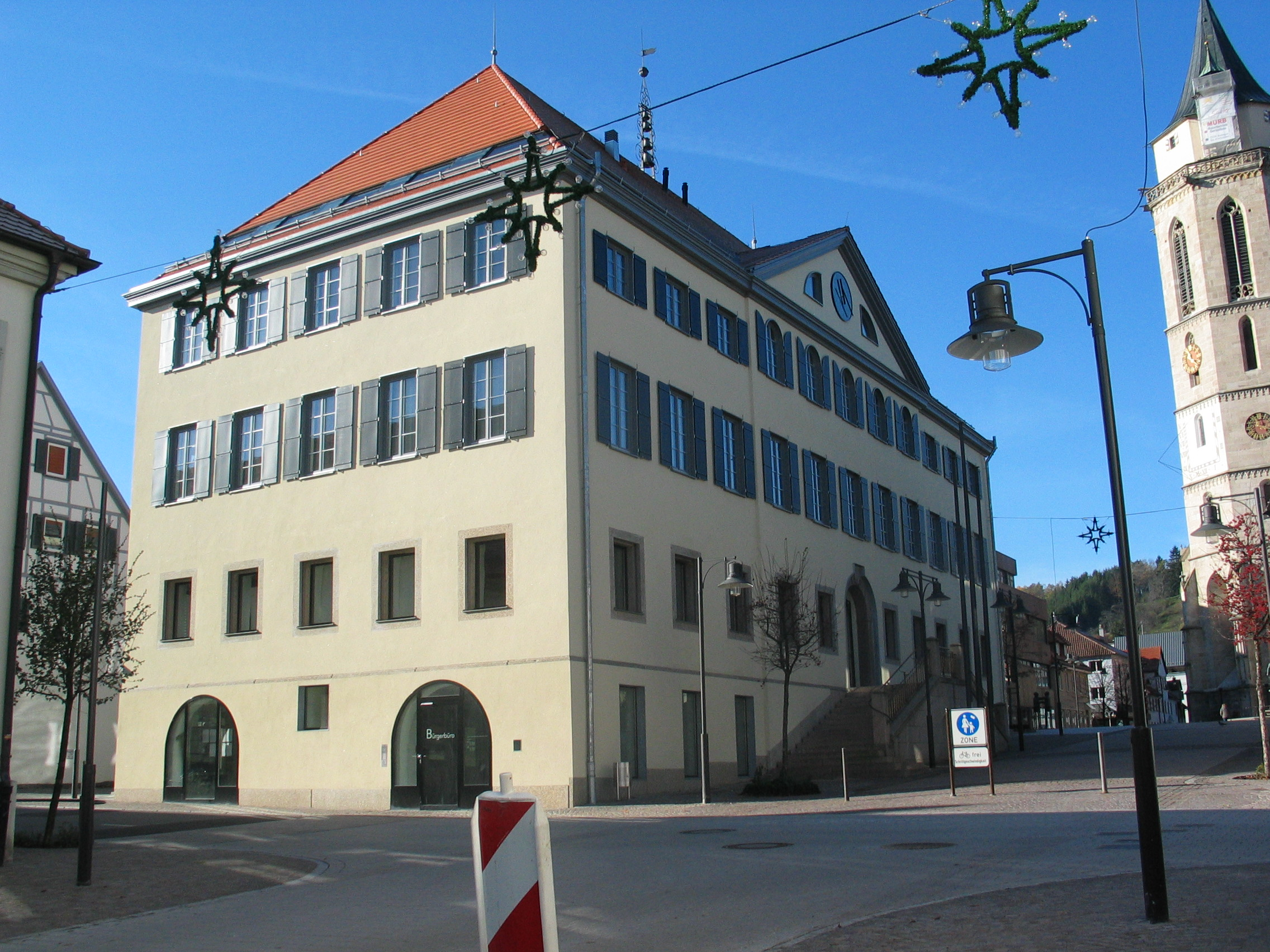
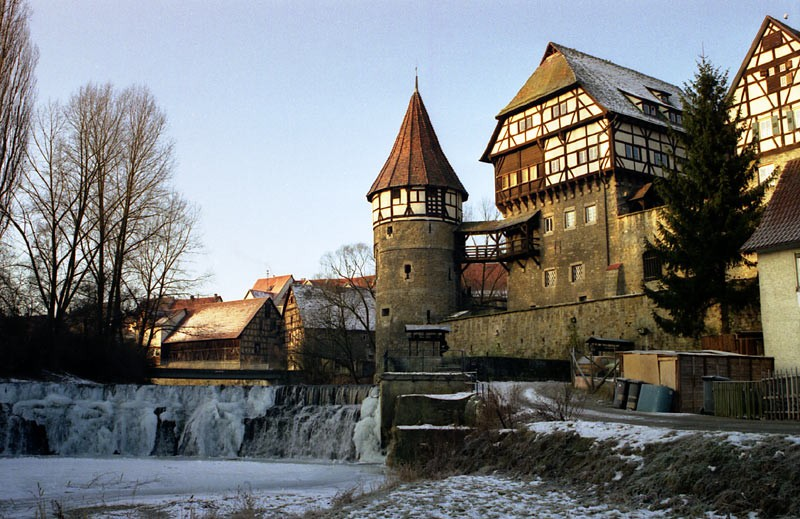
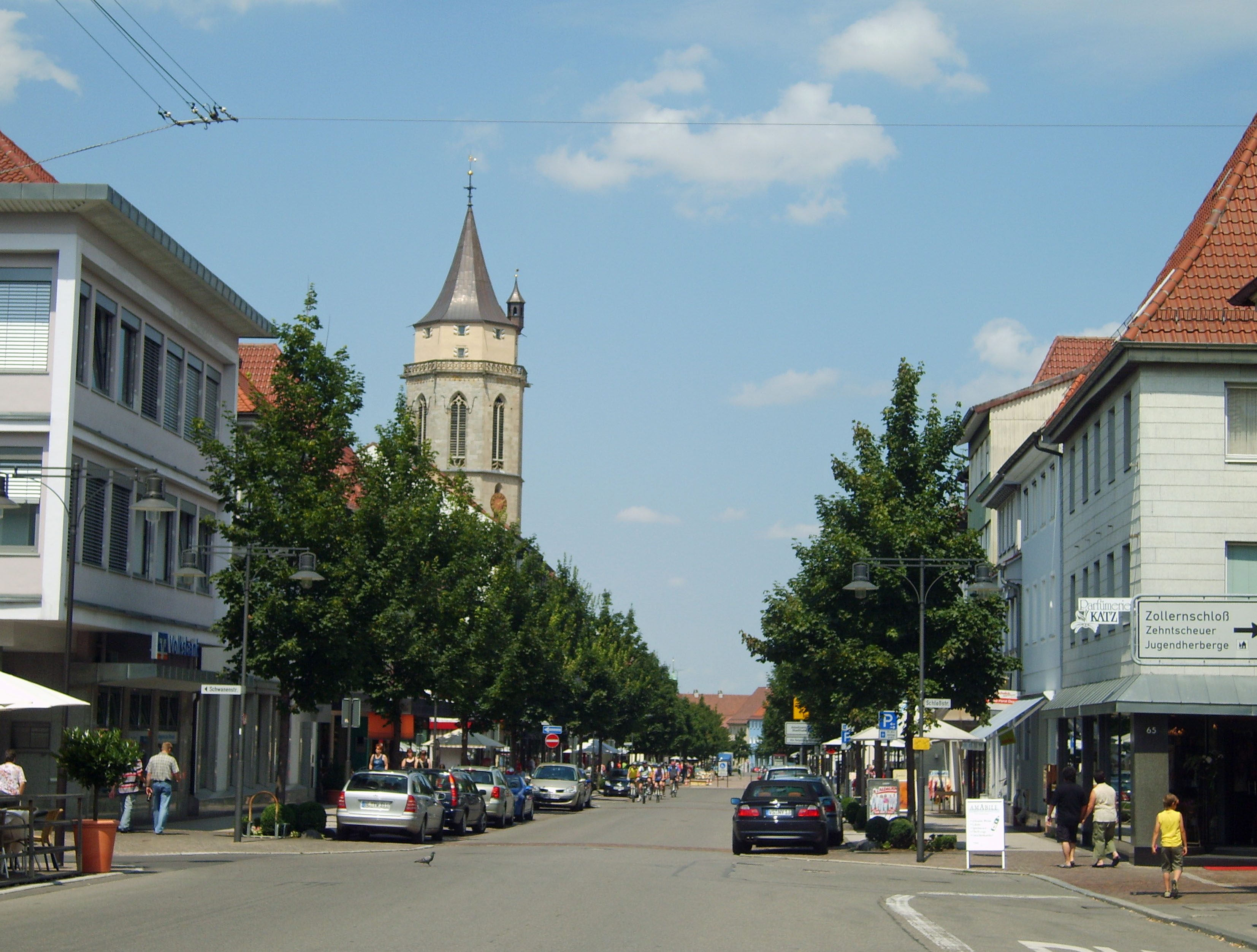

Albstadt ·
Balingen ·
Bisingen ·
Bitz ·
Burladingen ·
Dautmergen ·
Dormettingen ·
Dotternhausen ·
Geislingen ·
Grosselfingen ·
Haigerloch ·
Hausen am Tann ·
Hechingen ·
Jungingen ·
Meßstetten ·
Nusplingen ·
Obernheim ·
Rangendingen ·
Ratshausen ·
Rosenfeld ·
Schömberg ·
Straßberg ·
Weilen unter den Rinnen ·
Winterlingen ·
Zimmern unter der Burg